# العملات الأيبيرية القديمة

انتشار سك العملة في شبه الجزيرة الأيبيرية من القرن الخامس قبل الميلاد إلى القرن الأول الميلادي (المواقع المعروفة والمحتملة)

بدأت سك العملات الأيبيرية القديمة في القرن الخامس قبل الميلاد، وبدأ سك العملات وتداولها على نطاق واسع في شبه الجزيرة الأيبيرية في أواخر القرن الثالث، أثناء الحرب البونيقية الثانية. استمرت سك العملات المدنية - الإصدارات التي أصدرتها المدن الفردية بمحض إرادتها - في أول قرنين ونصف من السيطرة الرومانية حتى انتهت في منتصف القرن الأول الميلادي. سكت بعض العملات غير المدنية نيابة عن الأباطرة الرومان خلال هذه الفترة واستمر سكها بعد توقف سك العملات المدنية. بعد توقف سك العملات المدنية، كانت هذه العملات الإمبراطورية هي العملات الوحيدة التي سكت في أيبيريا حتى عملات السويبيين والقوط الغربيين.
كانت شبه جزيرة أيبيريا القديمة متصلةً بشرق ووسط البحر الأبيض المتوسط، ولذلك ترتبط بالعملات المدنية اليونانية والرومانية والبونيقية (القرطاجية). كما توجد اختلافات عديدة تعكس ديناميكياتٍ داخل شبه جزيرة أيبيريا نفسها.

## الخلفية الاستعمارية: من القرن السادس قبل الميلاد إلى الحرب البونيقية الثانية (-218 قبل الميلاد)
كانت أعداد صغيرة من العملات المعدنية التي سكت في أجزاء أخرى من البحر الأبيض المتوسط متداولة على طول الساحل الشرقي لإسبانيا ربما منذ القرن السادس، مع ارتفاع في عددها بدءًا من القرن الرابع. كانت هذه العملات المعدنية جزءًا من اقتصاد الحدود الاستعمارية حيث كانت المدن الأصلية تتاجر في النبيذ والسيراميك والسلع النهائية في المقام الأول مقابل المواد الخام: المعادن الثمينة والخشب والمنتجات الغذائية وربما العبيد. ربما حصل المرتزقة الأيبيريون الذين يقاتلون في الخارج على بعض العملات المعدنية أيضًا.
|                                                                             |                                                                   |
| O: رأس أريثوزا على اليمين، الطراز الصقلي، مع ثلاثة دلافين.                  | R: بيغاسوس يمين، أسطورة باللغة اليونانية: 'ΕΜΠΟΡΙΤΩΝ' (إمبوريون). |
| الفضة دراخما من مستعمرة يونانية من إمبوريون، 241-218 قبل الميلاد، CNH 20:15 |                                                                   |

في جميع أنحاء غرب البحر الأبيض المتوسط، ظهرت تقاليد سك العملات الجديدة حوالي القرن الرابع. بدأت المدن غير اليونانية في شبه الجزيرة الإيطالية (بما في ذلك روما) في سك العملات في القرن الرابع وأوائل القرن الثالث. سك قرطاج من منتصف القرن الرابع، كما هو الحال مع التقليد اليوناني بعد الإصدارات السابقة من المستعمرات الفينيقية في صقلية. في شمال شبه الجزيرة الأيبيرية، سك المستعمرات اليونانية الماسيليوتية في إمبيوريز ورودس عملات فضية بشكل أساسي من منتصف القرن الخامس وأواخر القرن الرابع على التوالي. إلى الجنوب، سك المستعمرات الفينيقية في إبوسوس وقادس عملات برونزية من النصف الثاني من القرن الرابع وأوائل القرن الثالث على التوالي. بالإضافة إلى ذلك، سك مدينة أرس الأيبيرية البارزة (ساجونتوم الرومانية) عملات برونزية وفضية من منتصف القرن الرابع.
داخل المجتمع الأيبيري، يمكن أن تتخذ الثروة مجموعة متنوعة من الأشكال، وأحيانًا تكون إقليمية محددة. يشير اكتشاف الكنوز المختلطة التي تحتوي على عملات معدنية ومجوهرات وسبائك معدنية ثمينة إلى أن العملات المعدنية كانت تُستخدم كجزء من مجموعة من الطرق لتخزين الثروة وعرضها وتبادلها. على سبيل المثال، احتوى كنز من أواخر القرن الخامس عُثر عليه في جدار في مدينة بويج دي لا ناو الأيبيرية على أربعة أقراط ذهبية ومسمار ذهبي وسوار فضي وعملة فضية من إمبوريون. في العديد من هذه الكنوز، قطعت بعض الفضة إلى قطع صغيرة، والتي يمكن ربطها باكتشافات الأوزان والمقاييس وتشير إلى أن هذا المعدن تداولوه كشكل من أشكال "الأموال الأولية".

## الحرب البونيقية الثانية (218-205 قبل الميلاد في أيبيريا)
دار جزء من الحرب البونيقية الثانية في شبه الجزيرة الأيبيرية، واستخدم المتحاربون من جميع الأطراف العملات المعدنية. أدى ذلك إلى زيادة واسعة النطاق وكبيرة في عدد الأماكن التي سُكّت فيها العملات المعدنية وكمية العملات المتداولة.
لتمويل مجهودهم الحربي، سكّ القرطاجيون عملات ذهبية وإلكتروم وفضية وبرونزية. ربما سُكّت هذه العملات في "عاصمة" البارسيديين، قرطاج الجديدة، أو ربما سُكّت ببساطة في معسكرات عسكرية قرطاجية. بالإضافة إلى هذه العملات وعملات جادير وإيبوسوس، سكّت المستعمرات الفينيقية على طول الساحل الجنوبي، مثل مالقة وسيكسي، عملات برونزية أيضًا.
على طول الساحل الشرقي وخاصة في الشمال الشرقي، قامت عدد كبير من المدن بسك دراخما فضية. بعض هذه العملات المعدنية تحاكي دراخما إمبوريون أو ماساليا، بينما يحمل البعض الآخر أساطير أيبيرية، يمكن ربط القليل منها بالمدن أو الشعوب ولكن الكثير منها غير معروف أو غير مقروء. يُنظر إلى هذه العملة الفضية عمومًا على أنها سُكّت من قبل الجانب المؤيد للرومان، خاصة وأن القليل من العملات الرومانية يبدو أنها وصلت إلى شبه الجزيرة نظرًا للقتال المتزامن في شبه الجزيرة الإيطالية. ولكن نظرًا للوضع المتغير للحرب، وخاصة في السنوات الأولى، فقد تكون بعض هذه الإصدارات قد سُكّت لمساعدة القضية القرطاجية.

## العملات الجمهورية (190-72 قبل الميلاد)
بعد هذه الحرب، والضم الروماني اللاحق لمعظم شبه الجزيرة، قامت العديد من المدن الأصلية وبعض المدن الاستعمارية الرومانية بسك عملات معدنية مدنية على مدار القرنين الثاني وأوائل القرن الأول. الكتالوج الرئيسي لهذه العملات هو Corpus nummum hispaniae ante Augusti aetatem (CNH)، ولكن انظر أيضًا Diccionario de cecas y pueblos hispánicos الأحدث. قامت المدن الأصلية في هسبانيا سيتيريور بسك عملات معدنية بنصوص أيبيرية وأساطير أيبيرية أو سلتية. كانت هذه العملات المعدنية متشابهة من حيث النمط في كثير من الأحيان، مع صورة رجل بطولي على الوجه وفارس على الوجه الآخر - ما يسمى بعملات "جينيتي" (الفارس). توسعت المناطق التي سكت فيها العملات المعدنية وتداولت مع انتشار السيطرة الرومانية في داخل شبه الجزيرة. كانت الأساطير والأيقونات الموجودة على العملات المعدنية من هيسبانيا إوليتير أكثر تنوعًا، مع شيوع الأساطير اللاتينية ولكن أيضًا بعض النصوص الأيبيرية بينما استمر استخدام البونيقية في المستعمرات الفينيقية القديمة على طول الساحل الجنوبي. وبالتالي، على الرغم من أن العملات المعدنية من هذا العصر غالبًا ما تسمى عملات إيبيرية، فإن هذا الوصف لا يغطي جميع العملات المعدنية التي سكت خلال الجمهورية. في الواقع، سك عدد أقل من المدن الاستعمارية الرومانية باللاتينية، متبعة الأمثلة الإيطالية والرومانية عن كثب. وتشمل هذه فالنتيا وطليطلة. بلغ عدد المدن التي سكت ذروته في الثلث الأخير من القرن الثاني وأوائل القرن الأول، ثم انخفض بسرعة في أوائل القرن الأول، وخاصة في هسبانيا سيتيور بعد نهاية حرب سيرتوريان.
| |                                                                                 |
| O: رأس الذكر على اليمين، مع الدلفين و'S'.                                                                         | R: الفارس (جينيتي) على اليمين يحمل رمحًا، الأسطورة باللغة الأيبيرية: 'BILBILIS'. |
| قطعة برونزية أيبيرية "جينيتي" أو وحدة واحدة، أواخر القرن الثاني إلى أوائل القرن الأول قبل الميلاد، راجع CNH 238:2 |                                                                                 |

الغرض من هذه العملات غير واضح. قد تكون مرتبطة بمطالب الجزية الرومانية المؤقتة أو الإيجارات على الأراضي التي صادرتها روما. لكن المبالغ التي سكت غير كافية لتمثيل الضرائب المنتظمة أو أجور الفيلق. تشير مستويات الإنتاج المتفاوتة على نطاق واسع إلى أن أسباب سك كل مدينة كانت مختلفة. يبدو أن بعض العملات مرتبطة ارتباطًا وثيقًا بأنشطة استخراجية أو إنتاجية معينة، مثل معسكرات التعدين في الجنوب أو صناعات تمليح الأسماك على طول الساحل الجنوبي. نظرًا لأن قرار السك اتخذه المجتمعات المحلية، ويبدو أن العديد من عناصر الأساطير والأيقونات ذات أهمية محلية، فقد يكون هناك عنصر قوي من الفخر والهوية المحلية على المحك. بمجرد تداولها، بقيت العملات الأيبيرية في الغالب داخل المنطقة التي سكت فيها على الرغم من أن بعضها سافر إلى أماكن أبعد. يشير إنتاج العديد من العملات البرونزية وحتى العديد من الكسور بالإضافة إلى الأعداد الكبيرة من العملات المعدنية الموجودة في جميع أنواع المواقع المختلفة، من المدن الكبيرة إلى المزارع الصغيرة، إلى مجموعة واسعة من الاستخدامات اليومية.

## عملات أواخر العصر الجمهوري ويوليوس كلوديوس (72 ق.م-41 م)
منذ حوالي منتصف القرن الأول قبل الميلاد، انخفض عدد المدن التي تصدر عملات معدنية وتوحدت الأساطير اللاتينية في جميع أنحاء شبه الجزيرة. إصدرت العملات المعدنية الآن بشكل أساسي من قبل المدن الأكثر أهمية التي حصلت على وضع قانوني مميز من الجنرالات الرومان المنتصرين في الحروب الأهلية ثم من إمبراطوري جوليو كلوديان الجديدين أغسطس وتيبيريوس. تعلن العديد من العملات المعدنية الصادرة عن الوضع الجديد للمدن المصدرة كمستعمرات رومانية أو بلديات، و استخدمت الأيقونات المدنية الفردية مع أوجه تشابه قوية مع تلك المستخدمة في المقاطعات والوسائط الرومانية الأخرى. تسمى هذه الإصدارات تقليديًا بالعملات المعدنية الإقليمية (الرومانية). الكتالوج الرئيسي لهذه العملات المعدنية هو المجلد الأول من العملات المعدنية الإقليمية الرومانية (RPC).
حاولت حفنة من دور سك العملة في شرق أيبيريا الاحتفاظ بعملات جينيتي ذات الأساطير الأيبيرية واللاتينية ثنائية اللغة، لكن هذا لم يحظَ بشعبية. بلغت هذه الإصدارات الإقليمية ذروتها في عهد أغسطس وتيبيريوس، وأُصدرت آخر العملات "المحلية" في عهد الإمبراطور كاليغولا، في منتصف القرن الأول الميلادي. لم يكن هذا التوقف عن سك العملة المحلية في منتصف القرن الأول الميلادي فريدًا من نوعه في هسبانيا ولكنه حدث في جميع أنحاء المقاطعات الغربية. ومنذ تلك النقطة فصاعدًا، كانت الإصدارات الوحيدة في هسبانيا الرومانية هي إصدارات من عدد قليل من دور سك العملة الإمبراطورية التي يسيطر عليها الإمبراطور والتي تُستخدم لأغراض مثل رواتب الفيلق.
يُذكر سببان رئيسيان لإصدار العملات الإقليمية. أولًا، أرادت البلديات والمستعمرات الجديدة إبراز مكانتها وحظوتها الإمبراطورية. ثانيًا، اقترنت هذه الأشكال الدستورية الجديدة بنفقات حكومية. ربما كان الهدف من هذه الإصدارات تغطية جزء من هذه النفقات. بمجرد تداول هذه العملات، من المرجح أنها استُخدمت في مجموعة واسعة من الأدوار التي لعبتها العملات في الحياة الاقتصادية الرومانية النقدية.

## الاستشهادات
1. 1 2  Ripollès 2005b.
2. 1 2 3  Ripollès 2005b، صفحة 93.
3. 1 2  Burnett, Amandry & Ripollès 1992.
4. ↑  García-Bellido, Callegarin & Jiménez 2011.
5. ↑  Campo 2013.
6. ↑  Chaves 2008، صفحة 108.
7. ↑  Ripollès 2005b، صفحات 84.
8. 1 2  Ripollès 2011.
9. ↑  Rouillard 2009.
10. ↑  Sanmartí 2009.
11. ↑  Ripollès 2011، صفحات 217.
12. ↑  Crawford 1985، صفحة 1-2.
13. ↑  Campo 2013، صفحة 11.
14. ↑  Villaronga 1994، صفحة 11.
15. ↑  Ripollès 2005a، صفحة 187.
16. ↑  Campo 2005.
17. ↑  Ripollès 2005a، صفحة 190-1.
18. ↑  Campo 2013، صفحة 12-3.
19. ↑  Ripollès 2005a، صفحة 189.
20. ↑  Ripollès & Llorens 2002.
21. ↑  Oliver & Perea 1999.
22. ↑  Ripollès 2011، صفحة 219.
23. ↑  Villaronga 1994، صفحة 63-74.
24. ↑  Villaronga 1994، صفحة 81-107.
25. ↑  Villaronga 1994، صفحة 17-60.
26. ↑  Chaves 2012a، صفحة 154-7.
27. ↑  López 2010.
28. ↑  Villaronga 1994.
29. ↑  García-Bellido & Blázquez 2001.
30. ↑  Aguilar & Ñaco del Hoyo 1995.
31. ↑  Ñaco del Hoyo & Prieto 1999.
32. ↑  Gozalbes 2009.
33. ↑  García-Bellido 1986.
34. ↑  Mora 2003.
35. ↑  Chaves 2012b.
36. ↑  García-Bellido 2005.
37. ↑  Ripollès 2007، صفحة 94.
38. ↑  Ripollès 2005a، صفحة 195.
39. ↑  Sinner & Martí 2012.
40. ↑  Ripollès 2005b، صفحة 87-9.
41. ↑  Ripollès 2005b، صفحة 92.
42. ↑  Burnett, Amandry & Ripollès 1992، صفحة 18.
43. ↑  Burnett, Amandry & Ripollès 1992، صفحات 16-7.
44. ↑  Lledó 2004.

## روابط خارجية
- كتالوج العملات القديمة في شبه الجزيرة الأيبيرية
- العملات الأيبيرية القديمة، بقلم ب. ب. ريبوليس